# Šarišské Michaľany
Šarišské Michaľany jsou obec na Slovensku v okrese Sabinov. Obec leží čtrnáct kilometrů od Prešova.

## Historie
První písemná zmínka o vesnici je z roku 1248.
V srpnu 2009 se v obci konala demonstrace upozorňující na problémy s Romy, při které došlo ke střetu demonstrujících s policií.

## Pamětihodnosti
Ve vsi stojí renesanční Darholcovský kaštel s barokní kaplí a kostel svatého Michala. Nedaleko vesnice jsou archeologické lokality Fedelemka a Nad Imunou.